# Корж Максим Сергійович
Максим Сергійович Корж (нар. 20 листопада 1991, Дніпродзержинськ, Україна) — український футболіст, півзахисник охтирського «Нафтовика-Укрнафти».

## Життєпис
Народився в Дніпродзержинську. Футбольну кар'єру розпочав у 2009 році в складі дубля маріупольського «Іллічівця» за який відіграв 33 матчі. З 2011 по 2017 рік виступав в аматорських клубах «Олександрія-Аметист», «Колос» (Нікопольський район), ВПК-Агро (Магдалинівський район) та «Агрофірма-П'ятихатська»/«Інгулець» (Петрове).
Влітку 2017 року перейшов до складу першолігового охтирського «Нафтовика-Укрнафти». Дебютував у футболці охтирчан 15 липня 2017 року в програному (0:1) домашньому поєдинку 1-о туру проти ФК «Сум». Максим Вийшов на поле на 81-й хвилині, замінивши Андрія Власюка.